# هيلينا ألميدا
هيلينا ألميدا (بالبرتغالية: Helena Almeida) هي مصورة ورسامة برتغالية، ولدت في 1934 في لشبونة في البرتغال، وتوفيت في 25 سبتمبر 2018 في شنترة في البرتغال بسبب نوبة قلبية.